# NGC 4795
NGC 4795 ist eine 12,2 mag helle Balken-Spiralgalaxie vom Hubble-Typ SBa im Sternbild der Jungfrau. Sie ist schätzungsweise 122 Millionen Lichtjahre von der Milchstraße entfernt und hat einen Durchmesser von etwa 90.000 Lj. Sie ist durch die Gravitation mit NGC 4796 verbunden, ihr östlicher Arm zeigt bereits Zeichen dieser Beeinflussung.
Das Objekt wurde am 23. Januar 1784 von Wilhelm Herschel mit einem 18,7–Zoll–Spiegelteleskop entdeckt, der sie dabei mit „pretty bright, pretty large, brighter towards the preceding side“ beschrieb.